# Общественный книжный шкаф
Общественный книжный шкаф — приспособление для хранения подержанных книг в общественных местах с целью предоставления возможности всем желающим взять одну или несколько этих книг в безвозмездное пользование или «обменять» на любые другие книги по собственному усмотрению. Идея общественных книжных шкафов появилась в начале 1990-х годов и в последние годы активно развивается в Германии, Австрии и Швейцарии.

## История, описание
Первоначально книжные шкафы в общественных местах были задуманы как инсталляция и устанавливались в этом качестве, в частности, дуэтом фотохудожников Клегг & Гутман в начале 1990-х годов, сперва в австрийском Граце, позже в Гамбурге и Майнце в Германии. В 1996 году, во время стремительного роста популярности Интернета и буккроссинга идея Клегга и Гутмана была перенята дармштадтским студентом Николасом Мюллером, устроившим в качестве эксперимента первую постоянную «открытую библиотеку» сначала в своём городе, а затем и в Ганновере. В 2003 году первый общественный книжный шкаф (по-немецки — «öffentlicher Bücherschrank») появился в Бонне, где таких шкафов на сегодняшний день уже около десятка. С конца 2000-х годов похожие приспособления стали появляться в большом количестве городов Германии, в том числе и малых. В 2010 и 2011 годах первые общественные книжные шкафы по германскому образцу появились также в Австрии и в Швейцарии. Предназначение всех этих шкафов общее — любой желающий может поставить туда любую книгу (например, если она прочитана и больше ему не нужна), равно как и бесплатно взять оттуда одну или несколько заинтересовавших его книг. При этом не существует каких-либо количественных, временных или иных ограничений; в частности, пользователь шкафа может взять книгу на время или насовсем, при этом он может, в свою очередь, положить туда какую-нибудь другую книгу, хотя последнее всегда остаётся на его личное усмотрение.
Как правило, общественный книжный шкаф представляет собой застеклённый или открытый шкаф на несколько полок или одну или несколько объединённых в общий гарнитур книжных полок. Если шкаф расположен в помещении (например, в кафе или в университетском здании), то в его качестве часто используется обычный деревянный книжный шкаф, мало или совсем не отличающийся от предметов домашней мебели аналогичного предназначения. Однако большая часть появившихся в последние годы в Германии общественных книжных шкафов установлены прямо на улицах городов. Такими шкафами, с одной стороны, может пользоваться кто угодно в любое время суток, что больше всего соответствует идее «открытой библиотеки» или, как при буккроссинге, «освобождения» книг. С другой стороны, в целях защиты самого шкафа и его содержимого от холода и непогоды, а также от вандализма, разработаны специальные конструкции для длительного хранения книг в общественных местах под открытым небом. Так, большинство уличных книжных шкафов имеют влаго- и морозоустойчивые корпуса с металлической облицовкой, а также закрывающиеся на специальной задвижке створки или герметичные стеклянные раздвижные двери. Финансирование установки таких шкафов, равно как и обеспечение их сохранности и уход за ними и за содержимым обеспечиваются, как правило, волонтёрами, в качестве которых выступают как некоммерческие общественные организации, так и частные лица, добровольно берущие на себя персональное шефство над определённым шкафом.

## Галерея
- Общественный книжный шкаф в Ганновере
- Переоборудованная под общественный книжный шкаф бывшая телефонная будка в Итцехо
- Публичный книжный шкаф в магазине IKEA в Брауншвейге
- Передвижной общественный книжный шкаф в Кёльне: для предотвращения вандализма шкаф на ночь помещается на закрытый участок
- Общественный книжный шкаф в Вене
- Первый общественный книжный шкаф в Базеле. На стекле видны надписи «Книги» на нескольких языках, включая русский.
- Общественный книжный шкаф в парке Декабрьского восстания в Москве.